# Chondrocladia (Meliiderma) tasmaniensis
Chondrocladia (Meliiderma) tasmaniensis is een sponssoort in de taxonomische indeling van de gewone sponzen (Demospongiae). Het lichaam van de spons bestaat uit kiezelnaalden en sponginevezels, en is in staat om veel water op te nemen. 
De spons behoort tot het geslacht Chondrocladia en behoort tot de familie Cladorhizidae. De wetenschappelijke naam van de soort werd voor het eerst geldig gepubliceerd in 2009 door Vacelet, Kelly, Schlacher-Hoenlinger.